# Serpiente (cómic)
Serpiente (Cul Borson) (Inglés Snake) es un supervillano ficticio que aparece en los cómics estadounidenses publicados por Marvel Comics. Generalmente representado como un enemigo más peligroso de Odín, Thor, Loki, Torunn, 3 Guerreros, Sif, Mighty Thor, Hércules y Ares, la Serpiente también ha entrado en conflicto con Los Vengadores. Él es el hermano de Odín, por lo tanto, el tío de Thor, Tyr, Balder, Loki, Laurussa y Angela. Se le conoce como el nórdico Dios del Miedo.

## Historial de publicación
Serpiente apareció por primera vez en Fear Itself # 1 (junio de 2011), y fue creado por Stuart Immonen y Matt Fraction.

## Biografía
Cul Borson es un ser enigmático que afirma que es el verdadero Padre de Todos de Asgard y no su hermano Odín. Después de ser herido al caer de un pico, Cul se arrastró hasta el cercano campamento de los Gigantes y los mató dejando un mensaje que decía: "Los dioses no viven en el cielo. Vivimos en la Tierra. Y lo haces a nuestro gusto". Tras la muerte de su padre Bor, Cul se convirtió en el nuevo padre de todos y prometió mantener a sus hermanos menores Odin, Vili y Ve como su consejo de confianza. Sin embargo, Cul no cumplió su palabra y usó su Draumar para esparcir el miedo por todos los Nueve Reinos. Los hermanos de Cul trabajaron para detener a las bestias que Cul liberó en Aesheim, pero Cul los enfrentó diciéndoles que se fueran a casa y le permitieran gobernar. Cuando Odin más tarde se enfrentó a Cul, él se consideraba a sí mismo la Serpiente como Odín luchó contra él. Como Odin no pudo matar a Serpiente, lo encerró en una prisión submarina y mantuvo su existencia en secreto.
Miles de años más tarde, durante la historia de "Fear Itself" de 2011, Serpent fue liberada de su prisión submarina por la hija de Red Skull, Sin, quien posee el Hammer of Skadi. Al emerger como un anciano, Serpiente preparó las fuerzas de Skadi y llama a los Martillos de los Dignos que envía a la Tierra para que quien los adquiera lo ayude a causar miedo y caos en todo el mundo. Esto hace que algunos personajes en la Tierra se conviertan en su Digno. Juggernaut se convierte en Kuurth: Destructor de Piedra, Hulk se convierte en Nul: Destructor de Mundos, Attuma se convierte en Nerkodd: Destructor de Océanos, Titania se convierte en Skirn: Destructor de Hombres, Gárgola Gris se convierte en Mokk: Destructor de Fe, Hombre Absorbente se convierte en Greithoth: Destructor de Testamentos, y Thing se convierte en Angrir: Destructor de Almas. Mientras el Digno causaba estragos en todo el mundo, Serpiente se rejuvenecía con los temores acumulados y asumía un estado más joven, además de que su personal asumía la forma de un martillo. Luego, Serpiente comenzó a formar el Dark Asgard en la Antártida con una criatura de 1.000 ojos que actuaba como su Heimdall. Al rastrear la ubicación de la Serpiente, Thor comenzó a dirigirse a Dark Asgard cuando la criatura de 1.000 ojos alertó a Serpiente de esto. Serpiente envió sus fuerzas para saludar a Thor, después de lo cual la Serpiente le reveló a Thor que una profecía decía que, de hecho, fue Serpiente la que Thor mata y muere como resultado, no la Serpiente de Midgard. Revelando aún más la relación con Odin como su hermano y Thor como su sobrino, Serpiente intentó convencer a Thor para que se uniera a él en su causa, la cual Thor rechazó de inmediato. Esto obliga a Serpiente a teletransportarse a Thor a donde dos de sus Dignos (Nul: Destructor de Mundos y Angrir: Destructor de Almas) estaban esperando para luchar contra el Thunderer. Serpiente más tarde se teletransportó a sí mismo donde Skadi estaba luchando contra los Vengadores. Durante su batalla con los Vengadores, Serpent logró empujarlos hacia atrás e interceptar el ataque del escudo del Capitán América, donde logró romperlo con los puños. Serpiente luego levantó su martillo y lo destruyó en un ataque devastador antes de teletransportarse. En un intento por destruir a Odin y sus seguidores, Serpiente y sus seguidores se dirigieron a Broxton, Oklahoma para usar el Observatorio de Heimdall para viajar a Asgard. Después de que Thor fue sanado y regresó de Asgard, Serpent cambió a una forma de serpiente gigante y luchó contra su sobrino mientras los Vengadores luchaban contra los Dignos con las armas que Iron Man fabricaba en los talleres de Asgard. Al final, Thor mató a su tío con la espada Odín (se reveló que era Ragnarok) y murió en los brazos de Odin cumpliendo así la profecía. Después del funeral de Thor, Odin llevó el cadáver de Serpiente a Asgard, arrojó a los otros asgardianos y se encerró solo con el cuerpo hasta el final de los tiempos, mientras se culpaba a sí mismo por no haber evitado la muerte de Thor.
Durante la historia de 2014 "Original Sin", la serpiente fue revivida por Odin al ser contactado por Loki.
La Serpiente más tarde se arrepintió de sus pecados, fue perdonada por Odin como un Dios reformado, y fue hecha inquisidora y Ministro de Justicia. La primera tarea de Serpent como Royal Inquisidor es recuperar Mjolnir de la mujer Thor. Mientras usaba la armadura Destructor, Serpiente la enfrentó cuando estaba a punto de tomar medidas contra Malekith el Maldito y Minotauro. Serpiente logró reclamar brevemente a Mjolnir hasta que Thor logró devolverle la llamada. Thor continuó su lucha contra Serpiente hasta que recibió ayuda de Thor Odinson, Freyja y un ejército de mujeres que Thor Odinson sospechaba que era la mujer Thor. Después de una feroz batalla, Freyja convenció a Odin de que suspendiera la misión de Serpiente burlándose de él.
Cuando Asgardia fue destruida, la Serpiente fue enviada a Svartalfheim por Odin para descubrir cómo las fuerzas de Malekith el Maldito podían viajar sin ser detectadas.
Durante la historia de "La Guerra de los Reinos", un flashback hizo que Serpiente rechazara la oferta de Malekith el Maldito de unirse al Consejo Oscuro, ya que destruirían a Asgardia de todos modos. En el presente, Serpent descubrió que Malekith y sus fuerzas estaban usando el puente Black Bifrost. Le cuenta a Odin y le dice que permanecerá en Svartalfheim para averiguar cómo funciona. Después de pasar meses estudiando cómo funciona el Black Bifrost Bridge, Serpiente robó algunos explosivos de Minas del Pantano y los arrojó hacia el Black Bifrost Bridge. Después de atravesar las defensas de Swamp Mines, Serpiente descubrió los niños Elfos Oscuros que estaban siendo usados como esclavos para explotar los explosivos. Al principio, Serpiente se mostró reacio a liberar a los niños de los Elfos Oscuros hasta que llegaron los refuerzos. Les dijo a los niños de los Elfos Oscuros que usaran el explosivo para explotar de otra manera mientras los compraba. Después de ser herido de muerte, los momentos finales de Serpiente indicaron que tener la gloria que quería ya no importa. En su último aliento, usó su hacha en los explosivos que derribaban a los Elfos Oscuros y las Minas del Pantano con él. Tras la destrucción de Minas del Pantano, los niños liberados de Elfos Oscuros comenzaron a luchar contra los otros soldados de Elfos Oscuros en su honor.

## Poderes y habilidades
La Serpiente posee las habilidades conocidas de los asgardianos que son superiores debido a que él es el hijo de Bor. Posee fuerza sobrehumana (que es suficiente para destruir el escudo del Capitán América con sus propias manos), velocidad, agilidad, resistencia y durabilidad, un factor de curación, longevidad, cambio de forma y manipulación de la magia. La serpiente también puede comer miedo para poder fortalecerse.

## En otros medios

### Televisión
Serpiente aparece en Guardians of the Galaxy, con la voz de Robin Atkin Downes. El episodio "Paranoid" reveló que Serpiente comisionó a los Darkhawks usando la tecnología Destructor mientras usaba un amuleto como fuente de energía. Planificó apoderarse de Asgard y del universo hasta que Odin lo desterró a él y a los Darkhawks a otro reino. Años más tarde, sus Darkhawks escaparon y comenzaron a reemplazar al Consejo Galáctico ya los civiles de Knowhere. En el episodio "Darkhawks on the Edge of Town", Serpent se despierta cuando los Guardianes de la Galaxia intentan destruir el núcleo de energía en el Reino Darkhawk. Con la ayuda de los asgardianos, Irani Rael y Cosmo el perro espacial, los Guardianes de la Galaxia tuvieron que destruir el Cortex Continuo para evitar que la Serpiente escapara del Reino Darkhawk. En el episodio "Aferrándose a un héroe", Serpent se escapa del Reino Darkhawk gracias a un Darkhawk que se hace pasar por Heimdall. Toma el control del Árbol del Mundo que plantó como retoño y comienza su ataque a Asgard, donde incluso golpea a Gungir desde Odin. A pesar de una táctica de los Guardianes de la Galaxia y Loki, Serpent se libera de los encantos encantados de Loki, incapacita a Thor y Odin y se hace cargo de Asgard causando que los Guardianes de la Galaxia y Loki inhabiliten el Puente Bifrost. En el episodio "Killer Queen", Serpent llega a Nifleheim, donde ha venido por Loki. Hela le da a Loki y Iron Man para hacer más espadas Dragonfang. Luego, Serpiente captura al resto de los aliados de los Guardianes de la Galaxia. En el episodio "Just One Victory", Serpent ha diezmado la flota de Nova Corps enviada a Asgard, lo que hace que los Guardianes de la Galaxia vuelvan por Thanos en busca de ayuda. Thanos se emparejó uniformemente con la Serpiente hasta que golpeó a Thanos hasta llegar a Nifleheim. Cuando Groot empuja la hoja del Dragonfang en el Árbol del Mundo corrompido, la Serpiente comenzó a envejecer. Se cayó del árbol del mundo y se convirtió en arena al golpear el suelo.

### Videojuegos
Serpiente aparece en el juego de redes sociales 2012 Marvel: Avengers Alliance. Aparece en la segunda temporada, donde se especula que es el cerebro detrás del Círculo de los Ocho.